# Montecchi Glacier
Montecchi Glacier är en glaciär i Antarktis. Den ligger i Östantarktis. Nya Zeeland gör anspråk på området. Montecchi Glacier ligger 1 096 meter över havet.
Terrängen runt Montecchi Glacier är varierad. Trakten är obefolkad. Det finns inga samhällen i närheten. 